# Osamu Yamaji
Osamu Yamaji (japonès: 山路修)  (prefectura de Hyōgo, 31 d'agost de 1929 - Prefectura de Kanagawa, 26 de gener de 2021) fou un futbolista japonès. Durant la seva carrera esportiva va disputar un partit amb la selecció japonesa.